# Jean Wicki
Jean Wicki (18 de junio de 1933-11 de junio de 2023) fue un deportista suizo que compitió en bobsleigh en las modalidades doble y cuádruple.
Participó en dos Juegos Olímpicos de Invierno en los años 1968 y 1972, obteniendo tres medallas, bronce en Grenoble 1968 y oro y bronce en Sapporo 1972. Ganó dos medallas en el Campeonato Europeo de Bobsleigh, oro en 1968 y bronce en 1972.

## Palmarés internacional
| Juegos Olímpicos   | Juegos Olímpicos     | Juegos Olímpicos  | Juegos Olímpicos |
| Año                | Lugar                | Medalla           | Prueba           |
| ------------------ | -------------------- | ----------------- | ---------------- |
| 1968               | Grenoble (Francia)   | Medalla de bronce | Cuádruple        |
| 1972               | Sapporo (Japón)      | Medalla de oro    | Cuádruple        |
| 1972               | Sapporo (Japón)      | Medalla de bronce | Doble            |
| Campeonato Europeo |                      |                   |                  |
| Año                | Lugar                | Medalla           | Prueba           |
| 1968               | Sankt Moritz (Suiza) | Medalla de oro    | Cuádruple        |
| 1972               | Sankt Moritz (Suiza) | Medalla de bronce | Doble            |